# 엘로디 퐁탕
엘로디 퐁탕(Élodie Fontan, 1987년 7월 9일 ~ )은 프랑스의 배우이다.

## 출연 작품
- 미션 페이즈 바스크 (2017)
- 알리바이 닷 컴 (2017)
- 베니스에 눈이 내리면 (2016)
- 베이비시팅 2 (2014)
- 컬러풀 웨딩즈 (2014)